# Керол Фіні
Керол Фіні (англ. Carol Feeney, 4 жовтня 1964) — американська академічна веслувальниця.
Срібна призерка Олімпійських Ігор 1992 року в складі розпашної четвірки без стернової.